# René de Bouillé (historien)
Pour les articles homonymes, voir René de Bouillé et Bouillé.
Amour Louis Charles René, marquis de Bouillé du Chariol, né le 25 mai 1802 et décédé le 5 mars 1882, fils du général Louis de Bouillé, pair de France,[réf. nécessaire] il s'est lui-même fait connaître honorablement par une Histoire des Ducs de Guise, 1853.
Il épousera Laure de Thiard de Bissy, dont il aura trois enfants, René, Bertrand et Louis.

## Fonctions
- Ancien officier de cavalerie
- Ministre plénipotentiaire à Carlsruhe (1831)
- Ancien ambassadeur de France
- Grand officier de la Légion d'honneur
- Grand-croix de l'ordre de Saint-Grégoire-le-Grand
- Grand'Croix de l'Ordre de Charles III d'Espagne
- Grand'Croix de l'Ordre du Christ du Portugal
- Grand'Croix de l'Ordre du Danebrog du Danemark

## Source

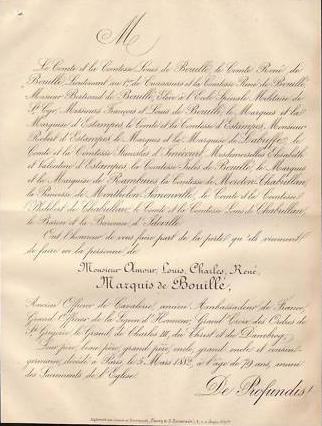
Faire-part de décès concernant Amour Louis Charles René de Bouillé (1802-1882)

- Marie-Nicolas Bouillet  et Alexis Chassang (dir.), « René de Bouillé (historien) » dans Dictionnaire universel d’histoire et de géographie, 1878 (lire sur Wikisource)